# Kanton Anse
Der Kanton Anse ist seit 1790 ein französischer Wahlkreis im Département Rhône in der Region Auvergne-Rhône-Alpes. Er umfasst 15 Gemeinden im Arrondissement Villefranche-sur-Saône und hat seinen Hauptort (frz.: bureau centralisateur) in Anse.

## Gemeinden
Der Kanton besteht aus 15 Gemeinden mit insgesamt 41.587 Einwohnern (Stand: 2022) auf einer Gesamtfläche von 114,41 km²:
| Gemeinde            | Einwohner 1. Januar 2022 | Fläche km² | Dichte Einw./km² | Code INSEE | Postleitzahl |
| ------------------- | ------------------------ | ---------- | ---------------- | ---------- | ------------ |
| Ambérieux           | 629                      | 4,55       | 138              | 69005      | 69480        |
| Anse                | 8.139                    | 15,23      | 534              | 69009      | 69480        |
| Chasselay           | 2.901                    | 12,78      | 227              | 69049      | 69380        |
| Chazay-d’Azergues   | 4.270                    | 5,94       | 719              | 69052      | 69380        |
| Civrieux-d’Azergues | 1.633                    | 5,02       | 325              | 69059      | 69380        |
| Dommartin           | 2.607                    | 7,22       | 361              | 69076      | 69380        |
| Lachassagne         | 1.334                    | 3,53       | 378              | 69106      | 69480        |
| Lentilly            | 6.541                    | 18,39      | 356              | 69112      | 69210        |
| Les Chères          | 1.504                    | 5,46       | 275              | 69055      | 69380        |
| Lozanne             | 3.182                    | 5,50       | 579              | 69121      | 69380        |
| Lucenay             | 2.068                    | 6,27       | 330              | 69122      | 69480        |
| Marcilly-d’Azergues | 1.004                    | 4,18       | 240              | 69125      | 69380        |
| Marcy               | 879                      | 3,33       | 264              | 69126      | 69480        |
| Morancé             | 2.267                    | 9,25       | 245              | 69140      | 69480        |
| Pommiers            | 2.629                    | 7,76       | 339              | 69156      | 69480        |
| Kanton Anse         | 41.587                   | 114,41     | 363              | 6901       | –            |

Bis zur landesweiten Neuordnung der französischen Kantone im Jahr 2015 gehörten zum Kanton Anse die 15 Gemeinden Alix, Ambérieux, Anse, Belmont-d’Azergues, Charnay, Chazay-d’Azergues, Lachassagne, Liergues, Lozanne, Lucenay, Marcy, Morancé, Pommiers, Pouilly-le-Monial und Saint-Jean-des-Vignes. Sein Zuschnitt entsprach einer Fläche von 85,24 km2. Er besaß vor 2015 einen leicht anderen INSEE-Code als heute, nämlich 6902.

## Politik
| Vertreter im Départementsrat | Vertreter im Départementsrat | Vertreter im Départementsrat |
| Amtszeit                     | Namen                        | Partei                       |
| ---------------------------- | ---------------------------- | ---------------------------- |
| 2015–                        | Pascale Bay Daniel Pomeret   | Divers droite UDI            |